# Pseudocuma laeve
Pseudocuma laeve är en kräftdjursart som beskrevs av Sars 1914. Pseudocuma laeve ingår i släktet Pseudocuma och familjen Pseudocumatidae. Inga underarter finns listade i Catalogue of Life.